# Майкл Кремер
Майкл Кремер (англ. Michael Robert Kremer; нар. 12 листопада 1964) — американський економіст, фахівець з економіки розвитку. Лауреат премії з економіки пам'яті Альфреда Нобеля 2019 року спільно з Абхіджит Банерджі та Естер Дюфло «за їх експериментальний підхід до пом'якшення глобальної бідності».
Обіймає посаду професора з розвитку громад, створену у Гарвардському університеті на кошти Фонду Білла і Мелінди Гейтс. Кремер працює науковим консультантом в Інституті інновацій для боротьби з бідністю (Innovations for Poverty Action, Нью-Гейвен, Коннектикут), створеному для вирішення проблем соціального і міжнародного розвитку. Є членом міжнародного товариства по боротьбі із зубожінням. Кремер є засновником і президентом Giving What We Can, організації, створеної на базі Гарвардського університету, яка направляє студентів і недавніх випускників як вчителів-добровольців на літні і річні програми в країни, що розвиваються.
Наукові інтереси Кремера зосереджені на дослідженні стимулів. Зокрема, на розробці механізмів стимулювання вакцинації у країнах, що розвиваються, а також на використанні рандомізованих методів для оцінки заходів у галузі соціальних наук. Він створив відому теорію економічного розвитку на базі комплементарних компетенцій, що отримала назву «теорія кілець ущільнювачів».
Кремер запропонував одне з найбільш переконливих пояснень феномена гіперболічного зростання світового населення, що спостерігався до початку 1970-х років, а також економічних механізмів демографічного переходу. На Тижні зростання-2010, що проводилася Міжнародним центром зростання (International Growth Centre), Кремер представив своє дослідження у галузі людського капіталу.

## Нагороди та визнання
- 1996: Presidential Early Career Award for Scientists and Engineers[en]
- 1997: Стипендія Мак-Артура[12]
- член Економетричного товариства
- член Американської академії мистецтв і наук
- 2019: Премія імені Нобеля з економіки[10].

## Доробок
- Michael Kremer (1993): The O-Ring Theory of Economic Development. The Quarterly Journal of Economics 108: 551–575.
- Michael Kremer (1993): Population Growth and Technological Change: One Million B.C. to 1990. The Quarterly Journal of Economics 108: 681–716.
- William Easterly, Michael Kremer, Lant Pritchett, Lawrence Summers (1993): Good policy or good luck? Country growth performance and temporary shocks. Journal of Monetary Economics 32: 459–483.
- Olivier Blanchard & Michael Kremer (1997): Disorganization. The Quarterly Journal of Economics 112: 1091–1126.
- Edward Miguel & Michael Kremer (2004): Worms: Identifying Impacts on Education and Health in the Presence of Treatment Externalities. Econometrica 72: 159–217.
- Michael Kremer & Rachel Glennerster: Strong Medicine: Creating Incentives for Pharmaceutical Research on Neglected Diseases. Princeton University Press, 2004. ISBN 0691121133.